# Juan Pablo Rodríguez
Juan Pablo Rodríguez Guerrero (Zapopan, 7 agosto 1979) è un ex calciatore messicano, di ruolo centrocampista.

## Carriera

### Club
Debutta il 4 gennaio 1997 in Puebla-Atlas 1-1; nella sua prima stagione nella Primera División messicana gioca 10 partite, di cui 6 da titolare, a 18 anni. Dopo 13 stagioni (nel formato breve, circa 6 stagioni complete europee) nel 2003 si trasferisce al Tecos de la UAG; con il numero 58 sulle spalle, si segnala tra i centrocampisti migliori del campionato messicano. Dal 2007 al 2014 gioca nel Santos Laguna

### Nazionale
Con la nazionale messicana ha giocato 48 volte, segnando 3 reti e partecipando alla Copa América 2001 e alla FIFA Confederations Cup 2005.

## Palmarès

### Club

#### Competizioni nazionali
- Campionato messicano: 1

Guadalajara: Apertura 2006
Santos Laguna: Clausura 2008, Clausura 2012
- Coppa del Messico: 1

Santos Laguna: Apertura 2014